# Victor Petrus Keuppens
Victor Petrus Keuppens OFM (* 15. Dezember 1902 in Turnhout, Belgien; † 11. Oktober 1981) war ein belgischer Ordensgeistlicher und römisch-katholischer Bischof von Kolwezi.

## Leben
Victor Petrus Keuppens trat der Ordensgemeinschaft der Franziskaner bei und empfing am 8. September 1928 das Sakrament der Priesterweihe.
Am 25. Juni 1950 ernannte ihn Papst Pius XII. zum Titularbischof von Acmonia und zum Apostolischen Vikar von Lulua. Der Erzbischof von Mecheln, Jozef-Ernest Kardinal Van Roey, spendete ihm am 21. September desselben Jahres die Bischofsweihe; Mitkonsekratoren waren der Apostolische Vikar von Kisantu, Alphonse Verwimp SJ, und der Apostolische Vikar von Lac Albert, Alphonse Joseph Matthijsen MAfr.
Victor Petrus Keuppens wurde am 10. November 1959 infolge der Erhebung des Apostolischen Vikariats Lulua zum Bistum und dessen Umbenennung erster Bischof von Kamina.
Keuppens nahm an allen vier Sitzungsperioden des Zweiten Vatikanischen Konzils teil.
Papst Paul VI. ernannte Keuppens am 11. März 1971 zum ersten Bischof von Kolwezi. Am 25. April 1974 nahm Paul VI. das von Keuppens vorgebrachte Rücktrittsgesuch an.

## Nachlass
Victor Petrus Keuppens’ Aufzeichnungen beim Zweiten Vatikanischen Konzil und seine Korrespondenz während des Konzils sowie Dokumente dazu bewahrt das Archiv der Katholieke Universiteit Leuven.